# Portes, Eure
Portes är en kommun i departementet Eure i regionen Normandie i norra Frankrike. Kommunen ligger i kantonen Conches-en-Ouche som tillhör arrondissementet Évreux. År 2022 hade Portes 260 invånare.

## Befolkningsutveckling
Antalet invånare i kommunen Portes
Referens:INSEE